# St. Laurentius (Reiterswiesen)
| St.-Laurentius, Reiterswiesen |                    |
| ,Die St.-Laurentius-Kirche    |                    |
| Ort                           | Reiterswiesen      |
| Konfession                    | römisch-katholisch |
| Diözese                       | Bistum Würzburg    |
| Patrozinium                   | Laurentius von Rom |
| Baujahr                       | 1900               |
| Bautyp                        | Saalkirche         |
| Funktion                      | Pfarrkirche        |

Die römisch-katholische Kirche St. Laurentius ist eine Kirche im bayerischen Reiterswiesen, einem Stadtteil des Kurortes Bad Kissingen im unterfränkischen Landkreis Bad Kissingen. Sie gehört zu den Bad Kissinger Baudenkmälern und ist unter der Nummer D-6-72-114-229 in der Bayerischen Denkmalliste registriert.
Die von 1898 bis 1900 nach einem Entwurf des Architekten Carl Krampf errichtete Kirche ist im Laufe der Geschichte Reiterswiesens das dritte dem Heiligen Laurentius von Rom geweihte Kirchengebäude des Ortes.

## Geschichte

### St.-Laurentius-Kirche (16. Jahrhundert)
Zwei geistliche Jurisdiktionen von 1584 beziehungsweise von 1585 sowie eine Mitteilung des Pfarrverwesers Wolfgang Scharpff vom 3. Januar 1598 lassen darauf schließen, dass es bereits im 16. Jahrhundert in Reiterswiesen eine dem Heiligen Laurentius geweihte Kirche gab.

### St.-Laurentius-Kirche (1607)
Da sich das bisherige Kirchengebäude des Ortes auf Grund der wachsenden Bevölkerungszahlen als zu klein erwies, gab der Würzburger Fürstbischof Julius Echter von Mespelbrunn am 16. Oktober 1607 den Bau einer neuen, ebenfalls dem Heiligen Laurentius geweihten Kirche in Auftrag.
Ein altes Messblatt erlaubt die genaue Rekonstruktion des Standortes der nach Osten ausgerichteten Kirche. Die Chorturmkirche war mit dem charakteristischen Julius-Echter-Turm versehen und befand sich auf dem jetzt begrünten Gelände an der Ecke zur Flurstraße. Am Standort des Kirchturms gegenüber dem alten Rathaus befindet sich heute ein Kreuz; das Kirchenschiff verlief über die heutige Kissinger Straße. Durch das Eindringen ihrer Westseite in die Kissinger Straße hinein trennte die Kirche riegelartig das Ober- und Unterdorf.
Die Baukosten des im Jahr 1608 vollendeten Kirchenbaus beliefen sich auf 193 Gulden, 2 Pfund, 7 Pfg. Durch Julius Echters Kirchenbau verlor die Kapelle der in Reiterswiesen befindlichen Burg Botenlauben ihre Funktion als Gottesdienststätte des Ortes.
Im Jahr 1865 gab es eine finanzielle Auseinandersetzung im Zusammenhang mit dem Aufziehen der Kirchturmuhr. Der Reiterswiesener Schullehrer Katzenberger forderte mit Schreiben vom 20. Mai 1865 sein Recht auf Bezahlung für das Aufziehen der Kirchturmuhr ein, was die Gemeindeverwaltung jedoch verweigerte. Er kritisierte, dass sein Vorgänger, Schullehrer Georg Adam Schmidt, wie es vorher auch üblich gewesen sei, die Schüler zum Nachteil des Unterrichts zum Glockenaufziehen eingesetzt hatte. Das Kgl. Bezirksamt teilte mit, es seien keine Schüler zum Aufziehen der Glocke einzusetzen. Stattdessen sei die Reiterswiesener Gemeindeverwaltung für das Aufziehen der Kirchturmuhr zuständig und habe Schullehrer Katzenberger entsprechend zu vergüten. Auf die Forderung des Bezirksamt nach Erklärung, warum die entsprechende Bezahlung von einem Gulden jährlich bisher ausgeblieben war, reagierte die Reiterswiesener Gemeindeverwaltung erfolglos mit Einwendungen. Nach Monaten des Schweigens seitens der Gemeindeverwaltung und daraufhin dringlicheren Mahnungen des Bezirksamtes schlug die Gemeindeverwaltung vor, einen Gemeindediener einzusetzen; außerdem sie die inzwischen auf zehn Gulden erhöhte Vergütung zu hoch. Doch das Bezirksamt bestand darauf, den Schullehrer zum Aufziehen der Kirchturmuhr einzusetzen und ihn dafür mit 10 Gulden zu vergüten. Das Angebot der Reiterswiesener Gemeindeverwaltung, einen Ersatz einzustellen, der die gleiche Arbeit auch für 5 Golden zu leisten bereit war, würde vom Bezirksamt abgelehnt. Die Gemeindeverwaltung richtete in Kissingen eine Beschwerde gegen das Bezirksamt, die jedoch abgewiesen wurde. Den Streit um das Aufziehen der Kirchturmuhr konnte auch nicht der inzwischen ausgebrochene Deutsche Krieg von 1866 nicht stoppen. Am 2. Juli 1866, dem Vorabend der Schlacht bei Königgrätz, erließ die Regierung von Unterfranken die Anordnung, dass das Aufziehen der Kirchturmuhr grundsätzlich eine Angelegenheit des Schullehrers sei und keine Schüler eingesetzt werden dürften, erlaubte aber den Einsatz einer dritten Person gegen eine Vergütung von fünf Gulden. Die Gemeindeverwaltung erhielt den Erlass der Regierung von Unterfranken am 19. Juli – wenige Tage nach der Schlacht bei Kissingen – durch das Kgl. Bezirksamt als Abschrift.
Der in Bad Bocklet verstorbene Bildhauer Michael Arnold fertigte im Jahr 1873 das Altarbild der St.-Laurentius-Kirche an. Die Statue des „Auferstandenen“ und die Monstranz, mit denen die Kirche ausgestattet wurde, sind noch heute in Gebrauch.

### St.-Laurentius-Kirche (1900)

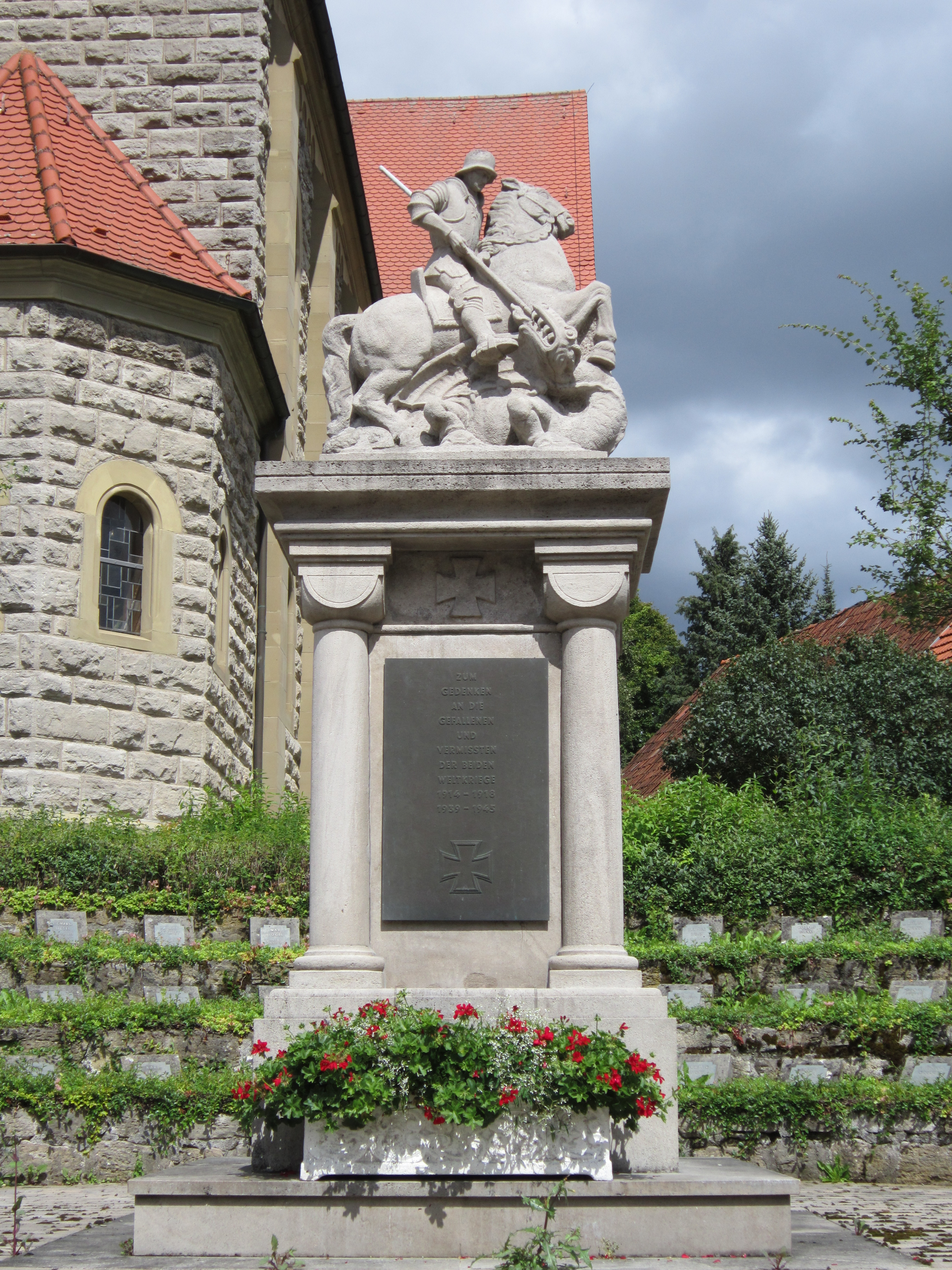
Kriegerdenkmal vor der St.-Laurentius-Kirche (1928)

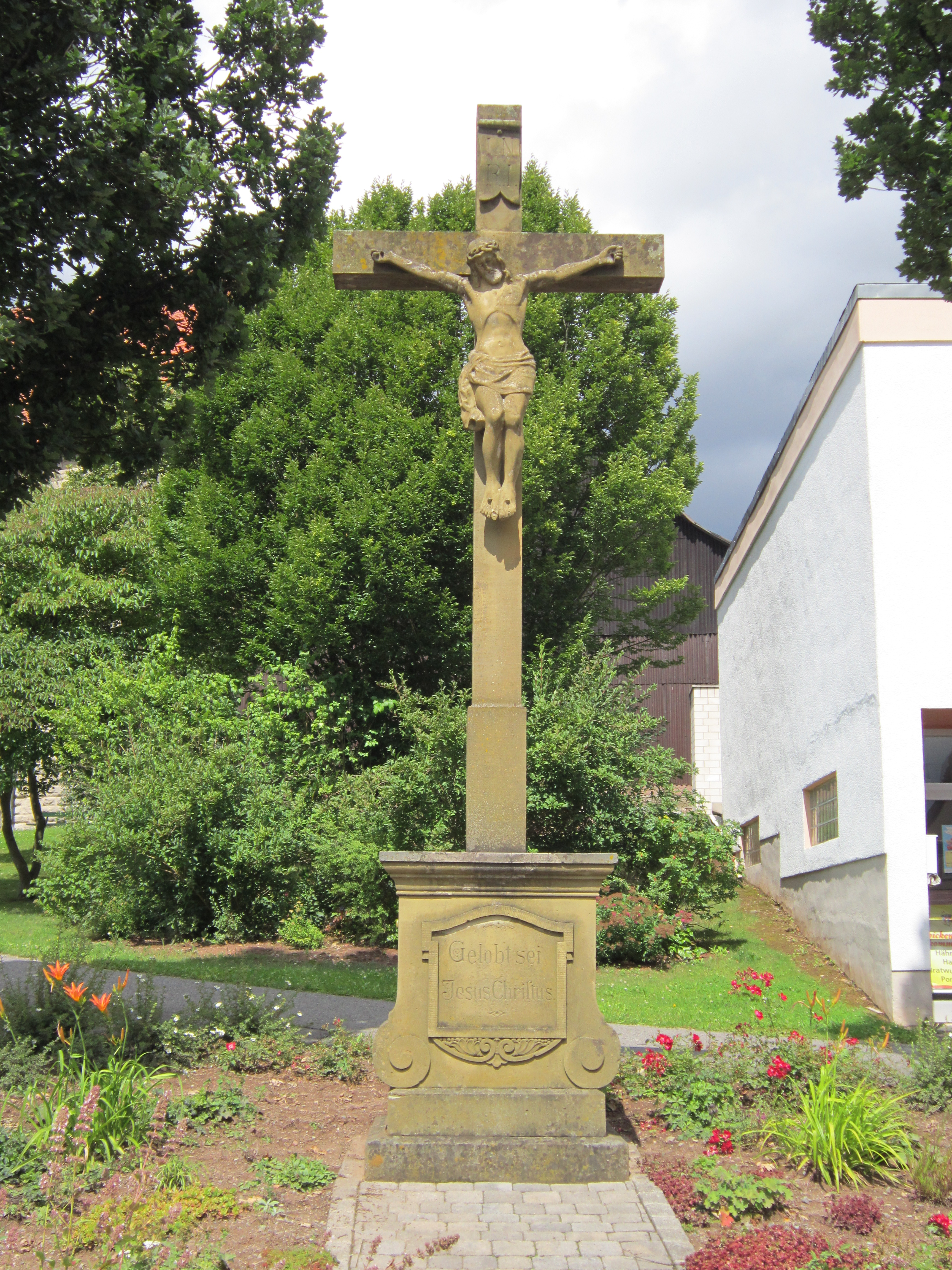
Hochkreuz vor der Kirche (1911)

Da die bisherige St.-Laurentius-Kirche auf Grund der steigenden Reiterswiesener Bevölkerung zu eng geworden war, entstand im September 1877 ein Kirchenbaufonds; dessen finanzielle Grundlage von 1.000 Mark wurde vom „Schweinhändler“ Peter Ziegler aus dem Erbe seiner verstorbenen Ehefrau Elisabeth gestiftet.
Am 28. Oktober 1895 wurde eine Baukommission gegründet; für die neue Kirche nach Entwürfen des Architekten Carl Krampf erwarb man für 7.000 Mark das Grundstück des Reiterswiesener Ehepaares Michael und Regina Mauder. Bis zum 18. Dezember 1896 war der Kirchenbaufonds auf 23.103 Mark angewachsen.
Nachdem am 12. Dezember 1897 eine Versammlung der Kirchengemeindemitglieder die Finanzierung der Baukosten geregelt hatte, begannen am 5. September 1898 die Bauarbeiten; die Einweihung der ebenfalls dem hl. Laurentius von Rom geweihten Kirche erfolgte am 19. Juni 1900. Die Baukosten beliefen sich auf 85.000 Mark, während die Inneneinrichtung weitere 17.000 Mark kostete.
Am 29. September 1901 wurde beschlossen, das Inventar der alten Kirche zu verkaufen. Ihre Kanzel wurde in den Hof des „Bischofs Jürg“ gebracht, wo sie die nächsten Jahrzehnte über verblieb. Das von Michael Arnold geschaffene Altarbild der früheren St.-Laurentius-Kirche wurde übernommen und befindet sich nun im Seitenschiff des Kirchenneubaus. Die Orgel wurde von der Firma Steinmeyer (Öttingen) im Jahr 1900 eingebaut.
Die alte Kirche selbst wurde 1902 abgerissen. Bei dieser Gelegenheit fanden sich nach Beobachtung von Lehrer Dorsch Grundmauern einer früheren St.-Laurentius-Kirche (vor 1608) sowie auch ein „Steinkreuz“ mit einer Darstellung des Gekreuzigten.
Im Jahr 1911 entstand das vor der Kirche befindliche Hochkreuz. Das Kreuz besteht aus Sandstein und befindet sich auf einem Sockel mit seitlichen Voluten, an dessen Seite die Stiftungsinschrift mit der Datierung 1911 angebracht ist.
Im Jahr 1928 entstand vor der Kirche ein Kriegerdenkmal zur Erinnerung an die Reiterswiesener Kriegsopfer (Gefallene und Vermisste) des Ersten Weltkrieges. Es gehört zu den Bad Kissinger Baudenkmälern und ist unter der Nummer D-6-72-114-229 in der Bayerischen Denkmalliste registriert. Das im Jahr 1928 von Bruno Brand geschaffene Denkmal stellt den Drachentöter St. Georg dar, der sich auf einem von Säulen gerahmtem Postament befindet.
Im Zweiten Weltkrieg mussten die Glocken der Kirche für Rüstungszwecke abgeliefert werden. H. H. Pater Sperl MSC organisierte die Anschaffung neuer Glocken, die am 30. April 1950 von Domkapitular Dr. Staab geweiht wurden.
Von 1981 bis 1984 erfolgte eine umfangreiche Innen- und Außenrenovierung der Kirche. In deren Rahmen verfasste der damalige Pfarrgemeinderatsvorsitzende Arnold Greubel eine Urkunde mit zeitgeschichtlichen Informationen sowohl über Reiterswiesen als auch über ganz Deutschland; diese Urkunde wurde am 20. Mai 1982, dem Himmelfahrtstag, in der Turmkugel hinterlegt.

## Architektur
Die im neoromanischen Stil erbaute Kirche ist ein kreuzförmiger Saalbau mit Fassadenturm, Querschiff und rundem Chor im Osten. Die äußere Erscheinung ist durch ihr Bossenwerk geprägt. Hausteinarbeit findet sich lediglich in den sparsamen Architekturgliederungen; ihre Formensprache ist ansatzweise von der schulmäßigen Neuromantik inspiriert.
Der Kirchturm steht westlich in der Mittelachse des Langhauses.
Der weite Saalraum ist mit einer flachen Holzdecke auf Stützkonsolen ausgestattet. Das Querschiff besitzt runde Nischen für die Seitenaltäre. Der Saalraum ist auf den stark eingezogenen, gewölbten sowie mit einer Rundapsis schließenden Chor ausgerichtet.

## Ausstattung
In seiner heutigen Form geht die Kirchenausstattung auf die Instandsetzung von 1983/84 zurück. Neben dem Altartisch sowie verschiedenen Figuren haben sich von der originalen Ausstattung die Glasmalereien der Apsisfenster erhalten. Die mit „Diebeler und Burkert Glasmalerei Würzburg“ bezeichneten Glasmalereien zeigen den von Engeln flankierten hl. Laurentius von Rom.
Das von Bildhauer Michael Arnold im Jahr 1873 als Altarbild angefertigte Bildnis des Martyriums des hl. Laurentius von Rom der früheren St.-Laurentius-Kirche befindet sich nun im Seitenschiff der aktuellen St.-Laurentius-Kirche. Es trägt die Signatur »Michael Arnold pinxit 1873«. Der Richter des hl. Laurentius, der römische Kaiser und Christenverfolger Valerian trägt hier – in Anspielung auf den von Otto von Bismarck geführten „Kulturkampf“ – die Gesichtszüge des Reichskanzlers.
Die Kreuzwegstationen sind eine verkleinerte Kopie des 1904–1908 durch den Maler Gebhard Fugel für die Münchner St. Josephs-Kirche angefertigten und im Zweiten Weltkrieg untergegangenen Kreuzwegs.
In der Taufkapelle befindet sich eine Madonnenfigur aus der ersten Hälfte des 18. Jahrhunderts.